# Källklobbarna
Källklobbarna är ett par öar i Finland. De ligger i Finska viken och i kommunen Borgå i den ekonomiska regionen  Borgå i landskapet Nyland, i den södra delen av landet. Öarna ligger omkring 60 kilometer öster om Helsingfors.
Arean på den östra ön, den som koordinaterna pekar på, är 0,9 hektar och dess största längd är 180 meter i nord-sydlig riktning. Den västra ön är något längre än den östra, och bebyggd.